# Frederico Mentz
Frederico Mentz (Hamburgo Velho, 15 de maio de 1867 — 13 de agosto de 1931) foi um empresário, banqueiro e comerciante teuto-brasileiro.
Perdeu a mãe quando tinha somente 5 anos, trabalhou até os 21 anos, com seu pai, como simples colono na lavoura. Aos 21 anos, resolveu mudar de vida e transferiu-se para São Sebastião do Caí, chegou modestamente e foi trabalhar como balconista na Claudino de Melo Maia & Cia., onde logo se destacou e passou a gerente e alguns anos depois a sócio a empresa. Em 1893 casou-se com Catarina Trein. Genro de Christian Jacob Trein, montou com ele uma firma para refinamento de banha. Junto com seu genro e diversos outros investidores, entre eles A. J. Renner, fundou uma pequena tecelagem que se chamou Frederico Engel & Cia.  A empresa no primeiro ano não obteve bons resultados, consumindo o capital inicial e desanimando os investidores, Renner, tendo depositado ali suas esperanças e economias, propôs seu nome para a direção na reunião dos acionistas, dando origem a A. J. Renner & Cia.
Liderou no início de 1924, ano do centenário da colonização alemã no Rio Grande do Sul, uma campanha junto à liderança política do Rio Grande do Sul, para que fosse incluído um candidato de origem germânica na nominata para a câmara dos deputados. O nome sugerido foi de Alberto Bins.
Quando faleceu, aos 64 anos, era dono de um grande conglomerado de empresas, a principal delas foi a Fábrica de banha Phenix. Outros braços do seu império eram os bancos Frederico Mentz e Sulbanco, a Cia Aliança Riograndense de Seguros Gerais, uma companhia de navegação fluvial, duas fábricas de tecido, uma fábrica de móveis e comércio de sal e de couro com lojas em Porto Alegre, São Sebastião do Caí, Caxias do Sul, Pelotas e Novo Hamburgo.
A Cia Aliança Riograndense de Seguros Gerais foi liquidada no início dos anos 70, o Edifício Poty, de sua propriedade foi desapropriado pelo Governo Federal.